# Ar (Moab)
Ar, Ar Moab, Rabbat-Moab, Akropolis – miejscowość, zlokalizowana według Księgi Liczb w północnej części Moabu (Lb 21,15) na zachodnim brzegu Arnonu (Lb 22,36). Według Księgi Powtórzonego Prawa Bóg oddał je na własność synom Lota (Pwt 2,9).
W okresie dominacji rzymskiej na Bliskim Wschodzie Ar, nazywany Rabbat-Moab bądź Akropolis, pełnił funkcje twierdzy. Według badań archeologicznych w starożytnej miejscowości istniała świątynia rzymska. Ar utożsamiany jest z dzisiejszym Ar-Rabba.